# Jabez Lamar Monroe Curry
Jabez Lamar Monroe Curry (* 5. Juni 1825 im Lincoln County, Georgia; † 12. Februar 1903 bei Asheville, North Carolina) war ein US-amerikanischer Rechtsanwalt, Soldat, Abgeordneter im Repräsentantenhaus, Collegeprofessor und Verwaltungsleiter, Diplomat, sowie Offizier in der Armee der Konföderierten Staaten von Amerika während des Sezessionskrieges.

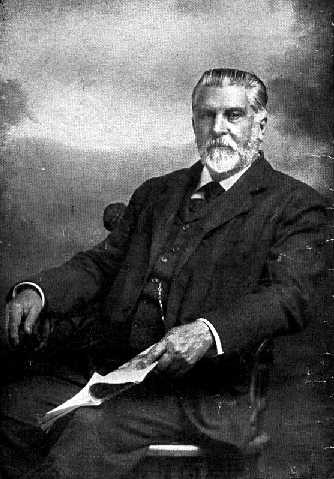
Jabez Lamar Monroe Curry

## Leben
Jabez Lamar Monroe Curry wuchs in Alabama auf und graduierte 1843 an der University of Georgia, wo er ein Mitglied der Phi Kappa Literary Society war. Während seines Studiums an der Harvard Law School wurde Curry durch die Vorlesung von Horace Mann in der Weise inspiriert, dass er für die freie durchgängige Bildung eintrat. Nach seinem Studium diente er in der Armee im Mexikanisch-Amerikanischen Krieg.

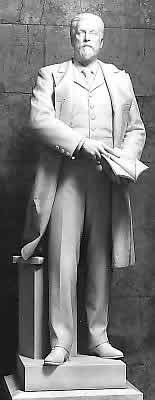
Curry. Skulptur von Dante Sodini

Nach dem Krieg wählte man ihn 1847 als Abgeordneten ins Repräsentantenhaus von Alabama. Ferner wurde er noch zwei weitere Male, 1853 und 1855, bestätigt. Anschließend wurde der Demokrat Curry ins Repräsentantenhaus der Vereinigten Staaten gewählt, wo er zwischen 1857 und 1861 verblieb. Nach Ausbruch des Bürgerkrieges war er Deputierter im Provisorischen Konföderiertenkongress sowie Abgeordneter im ersten Konföderiertenkongress. Als Lieutenant Colonel im konföderierten Heer war er ein Stabsberater der Generäle Joseph E. Johnston und Joseph Wheeler.
Nach dem Krieg erlernte er das geistliche Amt und wurde ein Prediger, aber der Schwerpunkt seiner Arbeit war die freie Bildung im Süden. Dafür reiste er und hielt Vorträge zur Unterstützung von staatlich regulären Schulen, hinlänglich Landschulen und einem System von abgestuften öffentlichen Schulen. Ferner war er Präsident des Howard College in Alabama und Professor am Richmond College in Virginia. Von 1881 bis zu seinem Tod war er eine wirkende Kraft für die Peabody und Slater Fonds zu Stützung von Schulen im Süden und war entscheidend bei der Gründung des Southern Education Board. Curry war von 1885 bis 1888 US-Gesandter in Spanien, sowie 1902 bei dem mündigwerdenden König Alfons XIII. von Spanien. Seine Veröffentlichungen sind unter anderem Werke zur Bildung, amerikanischer Regierung und spanischer Geschichte.
Jabez Lamar Monroe Curry verstarb am 12. Februar 1903. Er wurde in Richmond beerdigt.

## Sonstiges
Etwa 5 Kilometer nordöstlich von Talladega, an der Alabama State Route 21 steht das historische J.L.M. Curry House (auch bekannt als Jabez Lamar Monroe Curry House). Das Haus war Wohnsitz von Jabez Lamar Monroe Curry. Das Gebäude wurde am 15. Oktober 1966 vom National Register of Historic Places als historisches Denkmal mit der Nummer 66000154 aufgenommen. Es ist ebenfalls im National Historic Landmark eingeschrieben.

## Ehrungen
- Die Curry School of Education an der University of Virginia wurde nach ihm benannt.
- Ihm wurde der Orden Karls III. zuerkannt und einige ehrenamtliche Grade.
- Jabez Lamar Monroe Curry wurde durch eine von Alabamas zwei Statuen in der National Statuary Hall Collection des US Kapitols geehrt. Dante Sodini formt die Statue 1908.

## Werke
- Constitutional Government in Spain (1889)
- William Ewart Gladstone (1891)
- The Southern States of the American Union (1894)
- Difficulties, Complications, and Limitations Connected with the Education of the Negro (1895)
- Civil History of the Government of the Confederate States, with some Personal Reminiscences (1901)